# Живојин Тамбурић
Живојин Тамбурић (Крушевац, 1957) је српски стрипски публициста, уредник и колекционар.
Иницијатор је, уредник и један од аутора првог критичког лексикона стрипа у Источној Европи Стрипови које смо волели: Избор стрипова и стваралаца са простора бивше Југославије у XX веку са Здравком Зупаном и Зораном Стефановићем, и предговором Пола Гравета.
Чланке о стрипу објављује и у периодици Британије и Западног Балкана (Стрип вести, Политика, Медиантроп, Квадрат, Квартал, Градац итд).
Као уредник у београдској издавачкој кући „Омнибус“ објављује стрипске књиге домаћих — Брана Јовановић, Ђорђе Миловић, Томаж Лаврич, Изток Ситар, Нина Буњевац — и страних аутора — Мигеланчо Прадо, Хана Бери...
По основном занимању је грађевински инжењер, а живи и ради у Лондону.

## Награде и признања
- Награда за издавачки подухват године на Сајму књига у Београду 2011. за „Стрипови које смо волели“[3]
- „Стрипски догађај године“ по избору часописа НИН, Београд, 2011 — за „Стрипови које смо волели“
- Звање Витез од духа и хумора (Гашин сабор, 2018), додељују Центар за уметност стрипа Београд при Удружењу стрипских уметника Србије и Дечји културни центар Београд[4]